# Ida Bindschedler
Ida Bindschedler (6 de julio de 1854-28 de junio de 1919) fue una escritora infantil suiza.

## Biografía
Bindschedler nació en Zürich, Suiza, hija del comerciante de algodón Friedrich Rudolf y Anna Tauber. Su familia pasaba los veranos en Villa Bellerive, lugar que posteriormente utilizó como inspiración para sus libros.

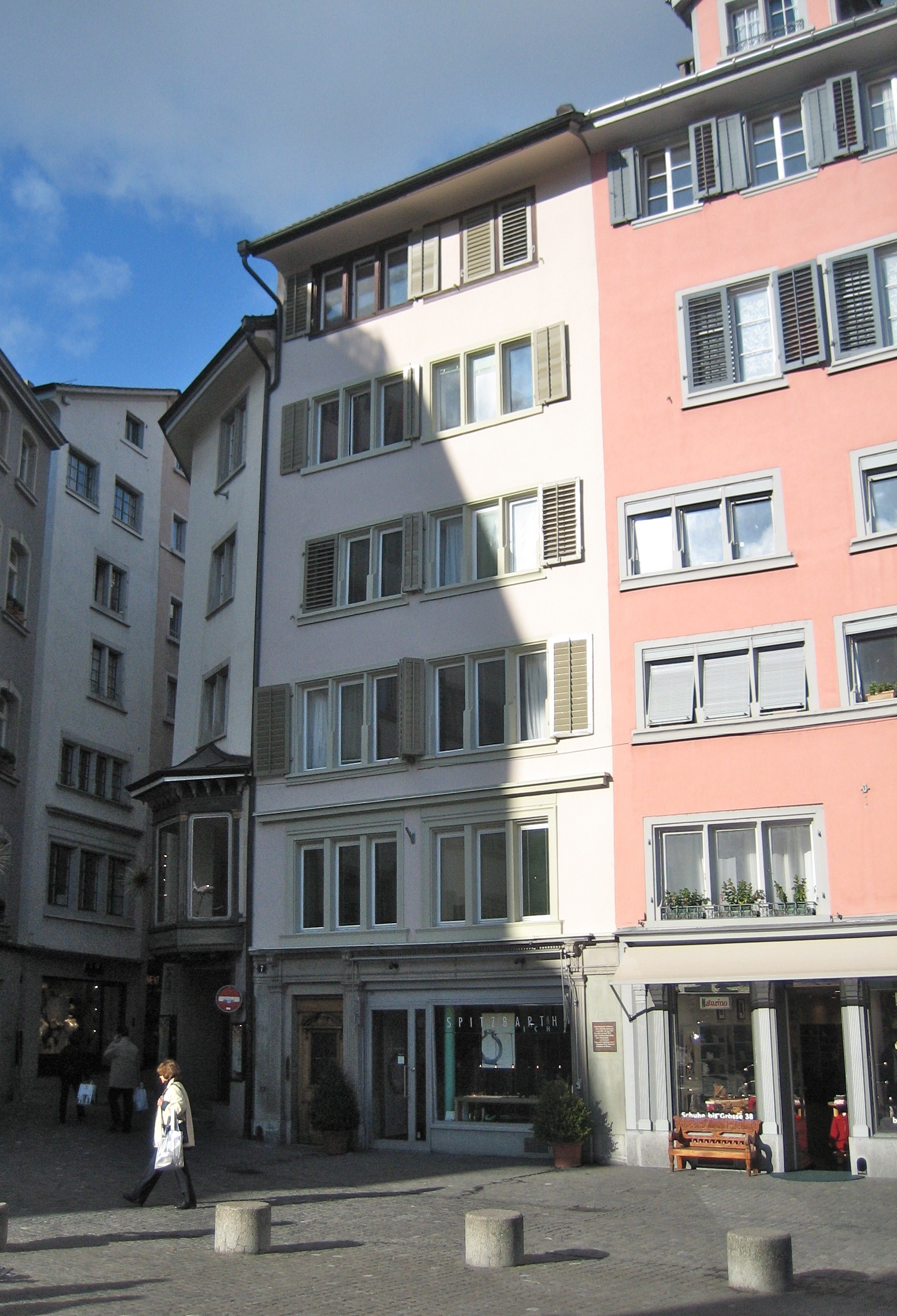
Casa en la cual nació Ida Bindschedler

## Carrera
Se formó como profesora bajo la dirección de Joseph Viktor Widmann, quien más tarde la recomendaría para enseñar en una escuela privada en Zúrich. Enseñó en el mismo centro educativo durante 24 años antes de irse debido a una afección cardíaca. Durante esos años pasó de maestra de escuela primaria a enseñar en  secundaria. También impartió clases en París. Trabajó aproximadamente 40 horas a la semana tanto en la escuela como en lecciones adicionales.
Después de jubilarse, se mudó a Augsburgo, Alemania, donde escribió su primer libro, "The Turnach children in summer".
Sus libros tuvieron mucho éxito en Suiza, lo que hizo que el libro Heidi de Johanna Spyri ganara popularidad allí.

## Muerte y legado

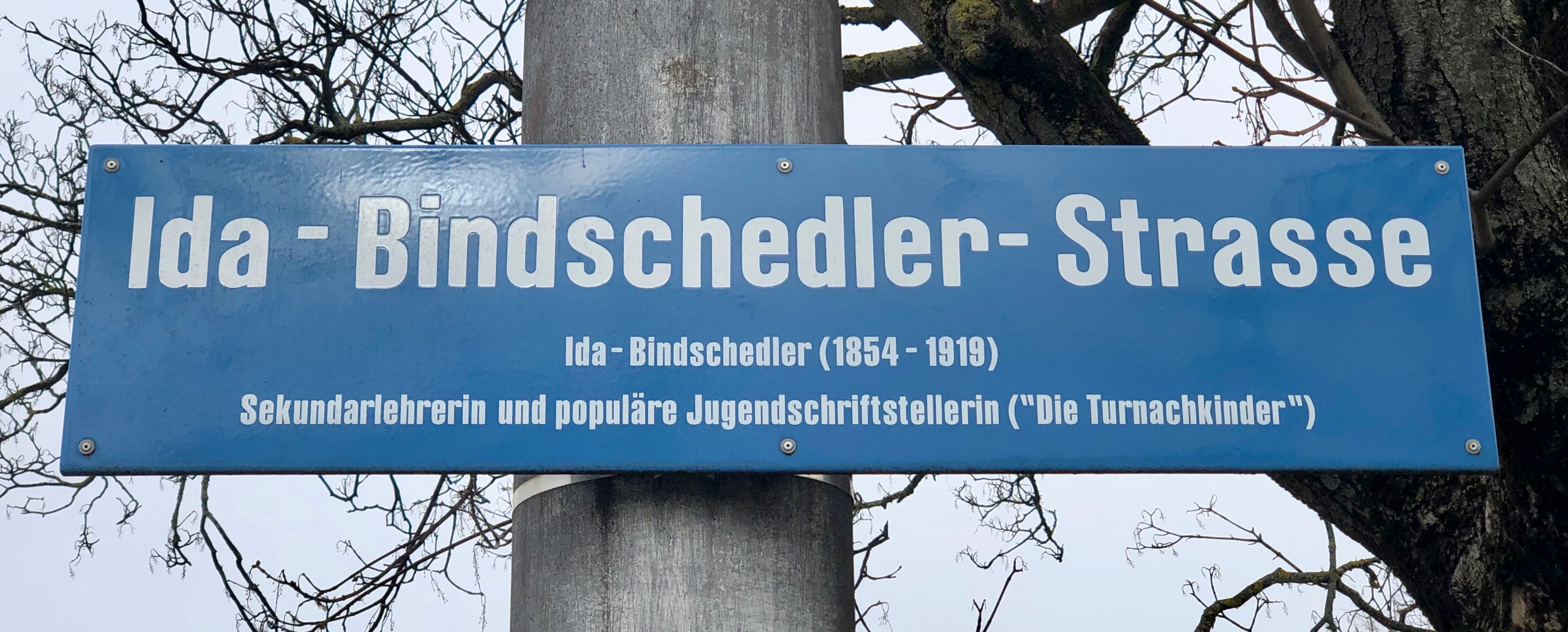
Calle nombrada en su honor

Bindschedler murió el 28 de junio de 1919. Muchos de sus libros tenían como escenario Seeweid, en el distrito de Riesbach de Zúrich. El distrito nombró una calle en su honor.

## Publicaciones
Algunas de sus obras son:
- Turnachkinder
- Die Turnachkinder im Sommer (1906)
- Die Turnachkinder im Winter (1909)